# Mike Rowe (pilote de stock-car)
Pour les articles homonymes, voir Mike Rowe et Rowe.
Mike Rowe est un pilote automobile de stock-car né le 19 août 1950 à Turner, Maine, aux États-Unis. Il est le père d’un autre pilote automobile très populaire en Nouvelle-Angleterre, Ben Rowe.
Il débute en 1970 à la piste Oxford Plains Speedway où il est surnommé le « King d’Oxford Plains ». Ce surnom n’est pas surfait puisqu’il sera couronné champion de cette piste à sept reprises : 1976, 1978, 1979, 1980, 1981, 1989 et 1990. En tout, il totalisera plus de 150 victoires à Oxford Plains Speedway.
Entre 1987 et 2002, il prend le départ de 111 courses dans la série NASCAR Busch North (aujourd’hui connue sous le nom NASCAR K&N Pro Series East). De 1988 à 1991, il remporte 8 victoires  et  récolte 30 top 10 en 47 départs.
En 1994, il est sacré champion de la série ACT Pro Stock Tour.
En 1999, il remporte cette fois le championnat de la série NEPSA (Northeast Pro Stock Association).
Dans la décennie 2000, il est surtout actif dans les séries PASS, nord et sud. En 2005, il est vice-champion de la série nord, derrière son fils Ben. En 2006, il devient le premier champion de la série du sud grâce à deux victoires en huit courses. La même année, il termine deuxième de la série nord.

## Autres faits saillants
- Trois fois vainqueur du Oxford 250 à Oxford Plains Speedway en 1984, 1997 et 2005. En 2005, il succède à un doublé de son fils Ben.
- 5 victoires en 67 départs dans la série NASCAR North entre 1980 et 1985. Cette série est suivie par l’ACT Pro Stock Tour de 1986 à 1995. Il ajoutera quatre autres victoires au cours de cette période.